# Recoubeau-Jansac
Recoubeau-Jansac ist eine französische Gemeinde mit 327 Einwohnern (Stand: 1. Januar 2022) im Département Drôme in der Region Auvergne-Rhône-Alpes (vor 2016: Rhône-Alpes). Sie gehört zum Arrondissement Die, zum Kanton Le Diois und zum 2001 gegründeten Kommunalverband Diois.

## Geographie
Recoubeau-Jansac liegt etwa 50 Kilometer südöstlich von Valence an der Drôme. Nachbargemeinden von Recoubeau-Jansac sind Barnave im Norden und Westen, Menglon im Osten und Nordosten, Luc-en-Diois im Osten und Südosten, Montlaur-en-Diois im Süden und Südosten sowie Aucelon im Südwesten.
Die Gemeinde liegt im Weinbaugebiet Châtillon-en-Diois und an der früheren Route nationale 93 (heutige D93). 

## Geschichte
Bis 1975 hieß der Ort Recoubeau.

### Bevölkerungsentwicklung
| Jahr                       | 1962 | 1968 | 1975 | 1982 | 1990 | 1999 | 2006 | 2018 |
| Einwohner                  | 158  | 184  | 164  | 208  | 197  | 207  | 228  | 265  |
| Quellen: Cassini und INSEE |      |      |      |      |      |      |      |      |

## Sehenswürdigkeiten
- ehemalige und neue Kirche Saint-Jean-Baptiste in Recoubeau
- Protestantische Kirche in Recoubeau
- Ruinen der Kirche in Jansac
- Schloss Recoubeau aus dem 20. Jahrhundert
- Reste der Burganlage von Jansac aus dem Mittelalter, im 20. Jahrhundert abgetragen